# Poropuntius susanae
Poropuntius susanae är en fiskart som först beskrevs av Banister, 1973.  Poropuntius susanae ingår i släktet Poropuntius och familjen karpfiskar. Inga underarter finns listade i Catalogue of Life.